# Nat Pendleton
Nat Pendleton (n. 9 august 1895, Davenport⁠(d), Iowa, SUA – d. 12 octombrie 1967, San Diego, California, SUA) a fost un actor de film ce a reprezentat Statele Unite ale Americii, medaliat olimpic. A participat la o ediție a Jocurilor Olimpice (1920) în care a câștigat o medalie de argint.

## Participări
Lista de mai jos prezintă principalele competiții la care a participat Nat Pendleton de-a lungul carierei.
- wrestling at the 1920 Summer Olympics – men's freestyle heavyweight[*]